# Marathon de Berlin 2015
Navigation
Édition précédente Édition suivante
Le Marathon de Berlin de 2015 est la 42e édition du Marathon de Berlin, en Allemagne, qui a lieu le dimanche 27 septembre 2015. 

## Résultats

### Hommes
| Rang | Athlète        | Nationalité | Temps                |
| ---- | -------------- | ----------- | -------------------- |
|      | Eliud Kipchoge | Kenya       | 2 h 04 min 00 s (PB) |
|      | Eliud Kiptanui | Kenya       | 2 h 05 min 21 s (PB) |
|      | Feyisa Lilesa  | Éthiopie    | 2 h 06 min 57 s      |
| 4    | Emmanuel Mutai | Kenya       | 2 h 07 min 46 s      |
| 5    | Geoffrey Mutai | Kenya       | 2 h 09 min 29 s      |
| 6    | Reid Coolsaet  | Canada      | 2 h 10 min 28 s (PB) |
| 7    | Koen Naert     | Belgique    | 2 h 10 min 31 s (PB) |
| 8    | Yared Shegumo  | Pologne     | 2 h 10 min 47 s      |
| 9    | Koji Gokaya    | Japon       | 2 h 10 min 58 s      |
| 10   | Scott Overall  | Royaume-Uni | 2 h 11 min 24 s      |

### Femmes

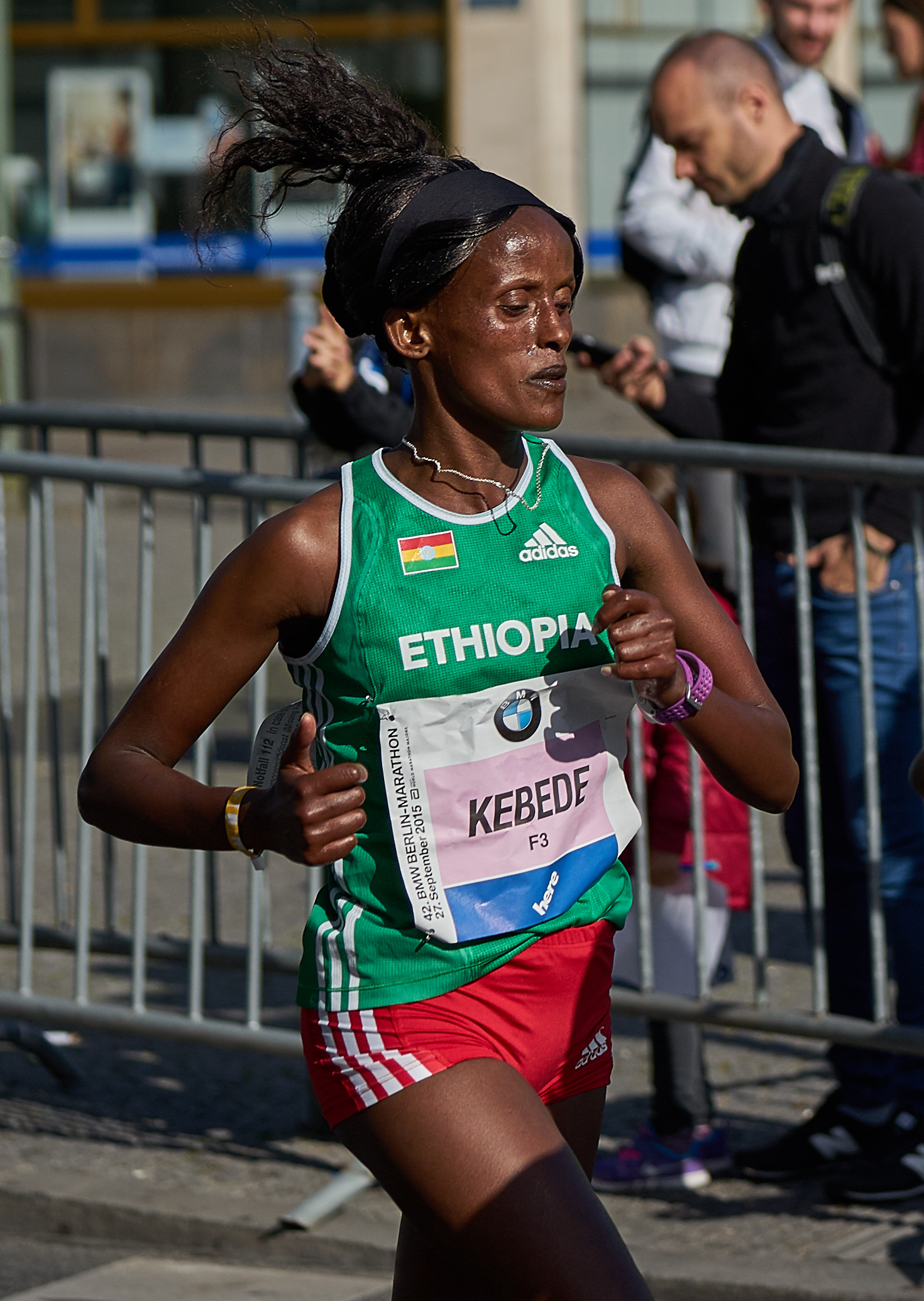
L'Éthiopienne Aberu Kebede termine à la deuxième place

| Rang | Athlète             | Nationalité | Temps                             |
| ---- | ------------------- | ----------- | --------------------------------- |
|      | Gladys Cherono      | Kenya       | 2 h 19 min 25 s (PB)              |
|      | Aberu Kebede        | Éthiopie    | 2 h 20 min 48 s                   |
|      | Meseret Hailu       | Éthiopie    | 2 h 24 min 33 s                   |
| 4    | Tadelech Bekele     | Éthiopie    | 2 h 25 min 1 s                    |
| 5    | Andrea Deelstra     | Pays-Bas    | 2 h 26 min 46 s (PB)              |
| 6    | Maja Neuenschwander | Suisse      | 2 h 26 min 49 s (Record National) |
| 7    | Lisa Nemec          | Croatie     | 2 h 27 min 57 s                   |
| 8    | Tomomi Tanaka       | Japon       | 2 h 28 min 0 s                    |
| 9    | Sonia Samuels       | Royaume-Uni | 2 h 28 min 4 s (PB)               |
| 10   | Fate Tola           | Éthiopie    | 2 h 28 min 34 s                   |